# William Dudley Haywood
Pour les articles homonymes, voir William Haywood et Haywood.
William Dudley Haywood (4 février 1869-18 mai 1928), plus connu sous le nom de Big Bill Haywood, fut une figure centrale du mouvement ouvrier américain. Il fut un dirigeant de la Western Federation of Miners, un membre fondateur et un leader des Industrial Workers of the World (IWW), et un membre du comité exécutif du parti socialiste américain avant d'être un des fondateurs du Parti communiste auquel il appartiendra jusqu'à sa mort. Pendant les deux premières décennies du XXe, il participa à plusieurs des luttes ouvrières les plus importantes, dans le Colorado, le Massachusetts et le New-Jersey.

## Jeunesse
Né en 1869 à Salt Lake City, Haywood perdit son père, un cavalier du Pony Express, victime d'une pneumonie, à l'âge de trois ans. À neuf ans, il perdit son œil droit en jouant avec un couteau. Ne l'ayant jamais remplacé par un œil de verre, Bill Haywood avait l'habitude de présenter son profil gauche aux photographes. Toujours à neuf ans, il commença à travailler à la mine, sans avoir beaucoup fréquenté l'école. Après avoir été pour un temps cowboy et fermier, il retourna à la mine en 1896. L'émeute de Haymarket, en 1886, puis la grève Pullman de 1894 éveillèrent son intérêt pour le mouvement ouvrier.

## Avec laWestern Federation of Miners
En 1896, Ed Boyce, président de la Western Federation of Miners, prit la parole dans la mine d'argent de l'Idaho où travaillait Bill Haywood. Touché par son discours, ce dernier adhéra à l'organisation, commençant ainsi formellement ses activités de militant ouvrier. Membre actif du syndicat, il faisait partie, en 1900, de son bureau exécutif national avant d'en devenir, en 1902, le secrétaire-trésorier, c'est-à-dire le numéro deux derrière le président Charles Moyer. Cette année-là, la Fédération des Mineurs s'engagea dans une lutte très dure dans le Colorado, principalement dans le district minier de Cripple Creek. Celle-ci dura plusieurs années et coûta la vie à 33 travailleurs, syndiqués ou non. Le syndicat déclencha une série de grèves pour étendre les avantages du droit syndical à d'autres travailleurs qui souffraient de conditions de travail très dures et de salaires de famine. Elles échouèrent mais poussèrent Haywood à considérer qu'il fallait regrouper tous les ouvriers dans une même grande organisation (One Big Union), de manière que les luttes ouvrières impliquent le maximum de travailleurs.

## Naissance des Industrial Workers of the World
Fin 1904, plusieurs militants radicaux connus se rencontrèrent à Chicago pour jeter les plans d'un nouveau syndicat révolutionnaire. Ils rédigèrent un manifeste et le diffusèrent dans tout le pays. Les syndicalistes qui approuvaient le manifeste furent invités à participer à la convention de fondation des Industrial Workers of the World. Le 27 juin 1905, à dix heures, Haywood s'adressa à la foule qui était rassemblée à Brand's Hall, à Chicago. L'assistance comprenait deux cents délégués représentant des organisations de tout le pays, socialistes, anarchistes, mineurs, travailleurs contestataires, etc. Il déclara : 

« Camarades travailleurs, [...] nous ouvrons le Congrès continental de la classe ouvrière. Nous sommes ici pour rassembler les travailleurs de ce pays au sein d'un mouvement dont l'objectif sera de libérer la classe ouvrière de l'esclavage capitaliste. [...] Le but et l'objet de cette organisation doivent être de rendre à la classe ouvrière le contrôle du pouvoir économique, des moyens de son existence et de l'appareil de production et de redistribution sans se soucier des patrons capitalistes. »

Eugene Debs, dirigeant du Socialist party of America, et Mary Harris Jones (Mother Jones), militante de l'United Mine Workers of America, prirent aussi la parole. Dès sa fondation, le syndicat IWW se lança de toutes ses forces dans la bataille du travail.

## Procès pour meurtre et acquittement
Le 30 décembre 1905, Frank Seunenberg, ancien gouverneur de l'Idaho qui s'était opposé au syndicat des mineurs au cours de diverses grèves, fut tué par une explosion devant sa maison de Caldwell. On arrêta Harry Orchard, un ancien garde du corps du président de la Western Federation of Miners et l'on trouva des preuves dans sa chambre d'hôtel. Le détective de l'agence Pinkerton, James McParland, qui avait auparavant infiltré avec succès les Molly Maguires, fut chargé de l'enquête. Après avoir ordonné d'enfermer Orchard dans une cellule pour condamné à mort du pénitencier de Boise, avec des rations alimentaires réduites et sous surveillance constante, il le rencontra, lui offrit un bon repas et des cigares, et lui expliqua que sa seule chance d'échapper à la pendaison était d'impliquer les dirigeants du syndicat des mineurs dans le meurtre. Lui laissant espérer une libération et même une récompense s'il coopérait, McParland obtint d'Orchard une confession de 64 pages par laquelle ce dernier s'accusait de toute une série de crimes et d'au moins dix-sept meurtres.
Mc Parland, pour obtenir leur extradition, accusa faussement les dirigeants syndicaux d'avoir été présents lors du meurtre de Steunenberg. Franchissant la frontière du Colorado, il s'empara par la force de Bill Haywood, Charles Moyer et George Pettibone et les ramena dans l'Idaho avant que la cour de Denver ait pu se prononcer. Le procédé était si choquant que même Samuel Gompers, le président de l'American Federation of Labor, qui n'appréciait guère la WFM, rassembla des fonds pour la défense des accusés. La Cour suprême des États-Unis refusa un recours au nom de l'habeas corpus, seul Joseph McKenna s'y étant rallié. 
Le procès d'Haywood débuta le 9 mai 1907, non sans qu'une intense campagne de soutien aux accusés n'ait été lancée, recevant ainsi le soutien d'Upton Sinclair et de Jack London dont le texte Quelque chose de pourri dans l'Idaho connut une large diffusion. Clarence Darrow assurait la défense. Il utilisa habilement le passé criminel d'Orchard, dont le témoignage était le seul élément dont disposait le gouvernement contre les accusés, pour le discréditer. Celui-ci reconnut, au cours du procès, avoir servi d'informateur pour le patronat, avoir reçu de l'argent des Pinkerton et avoir provoqué des explosions avant de connaître les accusés. La plaidoirie de Darrow émut fortement le jury qui acquitta Bill Haywood. Darrow étant malade, c'est le juge Hilton qui assura la défense de Pettibone. Après son acquittement, les charges furent abandonnées contre Moyer, le troisième accusé.
Dans son roman La Passion de Peter Atgelt, le romancier progressiste Howard Fast évoquera le coup monté.

## La grève du textile de Lawrence
Lorsque les travailleurs du textile de Lawrence, dans le Massachusetts, se mirent en grève, le 11 janvier 1912, pour protester contre une baisse de salaire, les IWW prirent la tête du mouvement. En une semaine, vingt mille ouvriers entrèrent dans la lutte, attirant l'attention de tout le pays. Les autorités firent appel à la police et les violences se multiplièrent. On emprisonna les chefs locaux des IWW, Joseph Ettor et Arturo Giovannitti, pour le meurtre d'Anna LoPizzo, une gréviste dont dix-neuf témoins disaient pourtant qu'elle avait été tuée par un tir de la police. La loi martiale fut décrétée. En réponse, Haywood et d'autres organisateurs se rendirent sur place pour mener la grève. Un nouveau scandale éclata quand la police garda de force un groupe de femmes et d'enfants évacués de la ville. Le président des États-Unis Howard Taft dut lui-même intervenir pour inciter le patronat de Lawrence à négocier avec les grévistes. Ceux-ci obtinrent satisfaction et la grève cessa officiellement le 12 mars.
Mais Ettor et Giovannitti demeuraient en cellule. Haywood menaça les autorités de déclencher une nouvelle grève, disant : « Ouvrez les portes de la prison ou nous fermerons les portes des usines ». Malgré des démarches légales et un arrêt de travail d'une journée, le 30 septembre, les autorités n'abandonnèrent pas les charges. Toutefois, ils furent acquittés le 26 novembre. Malgré la répression, Haywood insista sur la nécessité de maintenir le caractère pacifique de la grève, expliquant que « le sang répandu serait toujours celui de la classe ouvrière ».

## Membre du Parti socialiste d'Amérique
Pendant de nombreuses années, Bill Haywood fut un militant actif du Parti socialiste d'Amérique. Influencé par le marxisme, il fit campagne lors de l'élection présidentielle de 1908 pour Eugene Debs, l'accompagnant en train à travers le pays. Il fut le délégué de son parti au congrès de 1910 de la Deuxième Internationale. En 1912, il fut élu au comité exécutif national du parti. Mais les méthodes de lutte des IWW et leur appel à l'abolition du salariat et au renversement du capitalisme créèrent des tensions avec l'aile modérée du parti socialiste. Haywood et ses partisans se concentraient surtout sur l'action directe et les grèves, n'accordant que peu d'importance aux tactiques électorales et au jeu politique. Le conflit avec un parti réformiste qui aspirait à la respectabilité et déclarait s'opposer à la violence devint inévitable. En janvier 1913, Haywood fut exclu du comité exécutif national. Avec lui, des milliers de membres des IWW quittèrent le parti socialiste.
Peu après, Bill Haywood participa activement à la grève des soieries de Paterson. Pour faire connaître le mouvement, il amena à New York 1200 grévistes qui défilèrent dans les rues et participèrent à un grand meeting de solidarité au Madison Square Garden. Il fut arrêté avec des centaines de grévistes. Malgré un long et rude combat, la grève se termina sur un échec, le 28 juillet 1913.

## Procès pour espionnage
Durant les luttes, Haywood et les IWW, affrontaient souvent directement les autorités. Le gouvernement fédéral prit prétexte de l'entrée des États-Unis dans la Première Guerre mondiale pour les frapper durement. Au nom de l'Espionnage Act de 1917, le Departement of Justice, avec l'appui du président Woodrow Wilson, perquisitionna de nombreux locaux du syndicat le 5 septembre 1917 et procéda à l'arrestation de 165 wobblies (membres des IWW) accusés d'entraver la mobilisation, d'encourager la désertion et de menacer leurs adversaires lors de conflits professionnels. Le procès de 101 wobblies, dont Haywood, commença en avril 1918 et dura cinq mois, longueur inhabituelle pour l'époque. Bill Haywood témoigna pendant trois jours. Les 101 accusés furent tous déclarés coupables et Haywood fut condamné à quatorze ans de prison.
Remis en liberté sous caution en 1921, il s'enfuit en Russie où il fut accueilli par Lénine. Victor Serge, qui le croisa lors du premier congrès de l'Internationale des syndicats rouges écrit : « ... seul et cafardeux, distribuant parfois de vigoureuses tapes sur les épaules des copains, un colosse borgne, l'Américain Bill Haywood [...] qui finissait sa vie dans les chambres étouffantes de l'hôtel Lux, parmi des marxistes dont pas un ne se souciait de le comprendre et que lui-même ne comprenait guère. En revanche, les drapeaux rouges lui faisaient bien plaisir. » Bill Haywood mourut à Moscou en 1928. La moitié de ses cendres fut enterrée au Kremlin et l'autre moitié fut renvoyée aux États-Unis pour être enterrée à Chicago près du monument des martyrs de Haymarket.

## Les conceptions de Bill Haywood
Avant même d'adhérer à la Western Federation of Miners, il était convaincu de l'injustice du système envers les classes laborieuses. L'exécution, en 1887, des militants de Chicago à la suite de l'affaire de Haymarket fut un tournant pour lui et le poussa vers la principale organisation ouvrière de ce temps, les Chevaliers du Travail. Haywood avait vu des hommes mourir dans des tunnels de mine dangereux et avait lui-même été sérieusement blessé à la main dans une mine. Il avait remarqué que le seul soutien qu'il puisse attendre était celui des autres mineurs. Avec le discours d'Ed Boyce, il découvrit avec enthousiasme le radicalisme syndical.
Bill Haywood critiquait les dirigeants de l'American Federation of Labor (AFL), leur reprochant de ne pas suffisamment soutenir les luttes ouvrières. Il considérait avec dégoût l'attitude de Samuel Gompers qui n'avait pas hésité à se désolidariser publiquement des condamnés de Haymarket. L'AFL cherchait surtout à organiser les ouvriers qualifiés en syndicats professionnels et prônait la collaboration entre le capital et les travailleurs organisés. Mais le corporatisme ne pouvait que dresser les travailleurs les uns contre les autres. C'est pourquoi Haywood défendait une autre conception d'organisation plus large et moins cloisonnée, à l'échelle d'une industrie et non plus d'un métier (industrial unionism). Constatant lors de la grève de Cripple Creek, en 1903, que les ouvriers d'usine continuaient à traiter le minerai qui leur était fourni par les briseurs de grève, en dépit des efforts des mineurs en lutte, il en arriva à la conclusion que tous les travailleurs devaient adhérer au même syndicat et mener une action collective et concertée contre le patronat. Cette conception fut reprise par les IWW.
Bill Haywood avait un réel respect pour la classe ouvrière, dont il se sentait pleinement membre. L'arrogance patronale lui était insupportable. Sa rencontre avec le syndicaliste des chemins de fer Eugene Debs l'amena à s'intéresser au socialisme. Puisque le travail produit toutes les richesses, celles-ci devaient, par conséquent, appartenir aux producteurs. Il remarqua que le gouvernement n'était pas neutre dans les grèves mais prenait fréquemment le parti des employeurs. Alors que les autorités laissaient faire les briseurs de grève, elles décrétaient la loi martiale contre les grévistes et envoyaient la troupe contre les mineurs, comme à Coeur d'Alene, en 1899. Dans cette véritable guerre de classe, Bill Haywood considérait, comme d'autres militants de la Western Federation of Miners, qu'il fallait une révolution complète de l'ordre économique et social, que c'était le seul moyen d'assurer le salut de la classe laborieuse.
Haywood constatait que John D. Rockefeller exerçait plus de pouvoir en jouant au golf que tout le peuple du Colorado avec ses bulletins de vote. C'est pourquoi il se tourna vers l'action révolutionnaire directe, vers le « socialisme en bleu de travail ». Il reprochait au parti socialiste américain de ne pas suffisamment soutenir les IWW et estimait qu'on ne pouvait s'en tenir aux élections pour changer les choses, ne serait-ce que parce qu’un grand nombre d'ouvriers fraîchement immigrés n'avaient pas le droit de vote.
Bill Haywood avait le sens de la formule et savait résumer des théories économies complexes en phrases simples qui faisaient mouche auprès des travailleurs. Il avait l'habitude de commencer ses discours par ce genre de phrase : « Ce soir, je vais vous parler de la lutte des classes et je vais le faire si clairement que même un juriste y comprendra quelque chose. » Il résumait l'œuvre de Karl Marx, pour qui il avait du respect, par cette simple observation : « Si un homme a un dollar qu'il n'a pas gagné en travaillant, un autre homme qui a travaillé pour un dollar en a été privé. » Faisant allusion aux blessures reçues dans son travail de mineur et lors d'affrontements avec la police, il aimait à dire : « Je n'ai jamais lu le Capital de Marx, mais je porte les marques du capital sur tout mon corps. » À ceux qui lui parlaient du caractère sacré de la propriété privée, il répondait que la propriété capitaliste représentait surtout du travail non payé et de la plus-value extorquée. Lorsqu'on lui disait que les socialistes voulaient que l'industrie appartienne à l'État, il répondait qu'elle devrait appartenir aux travailleurs.
Contrairement à d'autres dirigeants ouvriers, même radicaux, dont plusieurs voulaient voir interdire l'embauche de certains étrangers, Bill Haywood estimait que les travailleurs de toutes origines devaient s'unir dans la même organisation. Pour lui, l'IWW était assez grande pour accueillir les noirs comme les blancs et toutes les nationalités. Elle devait abolir les frontières entre États et nationalités. En 1912, Haywood prit la parole dans une réunion des travailleurs des scieries de Louisiane. Alors qu'à cette époque les réunions interraciales y étaient illégales, il insista pour que les blancs invitent les travailleurs noirs à leur convention, ce qu'ils firent finalement. Après quoi ils adhérèrent aux IWW.